# Будинок Каммерцеля

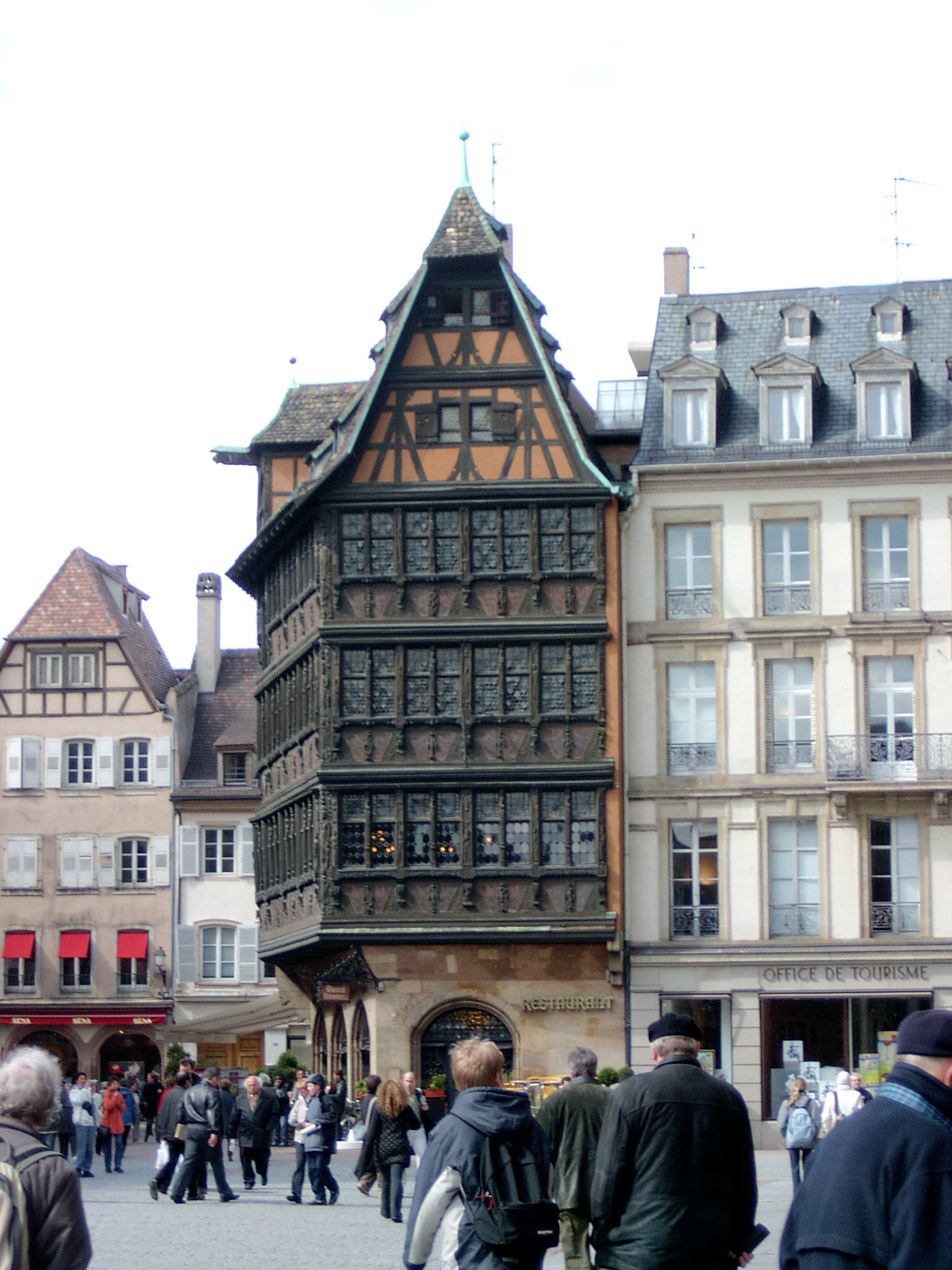
Сучасний вигляд будинку Каммерцеля

48°34′55″ пн. ш. 7°44′59″ сх. д. / 48.581944444444° пн. ш. 7.7497222222222° сх. д.
Будинок Каммерцеля (фр. Maison Kammerzell, нім. Kammerzellhaus) — найвідоміша світська будівля у Страсбурзі. Споруджену 1427 року, фахверкову будівлю було перебудовано у 1467 році, а у 1589 вона отримала розкішний різьблений фасад. Будинок розташований на Соборному майдані (фр. Place de la Cathédrale) біля кафедрального собору.
Будівля належить до найкрасивіших фахверкових будинків пізньої німецької готики і може зрівнятися хіба що з соляним будинком (нім. Salzhaus) у Франкфурті-на-Майні або з будинком м'ясників (нім. Knochenhaueramtshaus) в Гільдесгаймі, але зберегла на відміну від них свій оригінальний стан. Нижній поверх виконаний з каменя, верхні ж поверхи — дерев'яні. Фасад будівлі прикрашений сімдесятьма п'ятьма вікнами з різьбленими обрамленнями, на яких зображені біблійні та міфічні персонажі, а також знаки зодіаку, п'ять почуттів і відомі музиканти.
На кутовій опорі вирізьблені три високі жіночі фігури, що втілюють християнські чесноти. На другому поверсі зображена Любов з двома дітьми і пеліканом. Одну дитину вона тримає на руках, а іншій простягає руку. Пелікан — частий атрибут алегоричного зображення любові. Він символізує батьківську любов, самопожертву та самозречення. Це одна з найвідоміших алегорій Христа, який врятував людство своєю кров'ю (згідно з легендою, пелікан розриває дзьобом власні груди і годує голодних пташенят кров'ю). Данте в «Божественній комедії» називає Христа «пеліканом людства». Пелікан біля ніг жіночої фігури, яка уособлювала Любов. На третьому поверсі вирізьблена фігура Надії з птахом феніксом, символом відродження і безсмертя. На четвертому поверсі зображена Віра з грифоном (в середньовічній християнській символіці грифон зв'язувався з Христом; у Данте грифон стає символом подвійної природи Христа — божественної (птах) та людської (тварина)).
У XVI столітті торговець сиром на ім'я Мартін Браун (нім. Martin Braun) купив будинок і в 1589 році завершив його перебудування і ремонт. Від старої будівлі середньовічної споруди він розпорядився залишити лише перший поверх з трьома декоративними арками. Решта поверхів були повністю перебудовані, поступившись місцем чудовій конструкції у стилі ренесансу, що збереглася донині.
До середини XIX століття будинок був відомий як «Альтес хаус», поки не перейшов у власність бакалійника з Вюрцбурга Філіпа-Франсуа Каммерцеля (нім. Philippe-François Kammerzell), який залишив йому своє ім'я. Всередині будівлі на фресках Лео Шнуга (нім. Léo Schnug; 1878–1933) — художника, який розписав замок Верхній Кенігсбург (фр. Château du Haut-Kœnigsbourg), — в манері рейнських художників XVI століття зображені корабель дурнів і танталові муки.
У цій будівлі, що перейшла у 1879 році у власність Фундації Нотр-Дам (фр. Fondation de l’Oeuvre Notre Dame) і отримала (1929) статус пам'ятки архітектури, на цокольному поверсі відкрито ресторан «Maison Kammerzell» а на вищих поверхах знаходяться конференц-зали та готельні номери.